# Wapen van Waaxens (Noardeast-Fryslân)

Wapen van Waaxens

Het wapen van Waaxens is het dorpswapen van het Nederlandse dorp Waaxens, in de Friese gemeente Noardeast-Fryslân. Het wapen werd in 1988 geregistreerd.

## Beschrijving
De blazoenering van het wapen luidt als volgt:
In goud een spitsgedekte stinspoort van keel, met in de topgevel een lelie van zilver; over alles heen een versmalde rechterschuinbalk van azuur.
De heraldische kleuren zijn: goud (goud), keel (rood), zilver (zilver) en azuur (blauw).

## Symboliek
- Poortgebouw: staat voor de resterende poort van de Siuxma State.[3]
- Fleur de lis: ontleend aan het wapen van het geslacht Siuxma.[3]
- Blauwe schuinbalk: verwijst naar de golvende schuinbalk van het wapen van Westdongeradeel, de gemeente waar het dorp eertijds tot behoorde.[3] Tevens staat het voor de Dokkumerwei die het dorp doorkruist.[3]

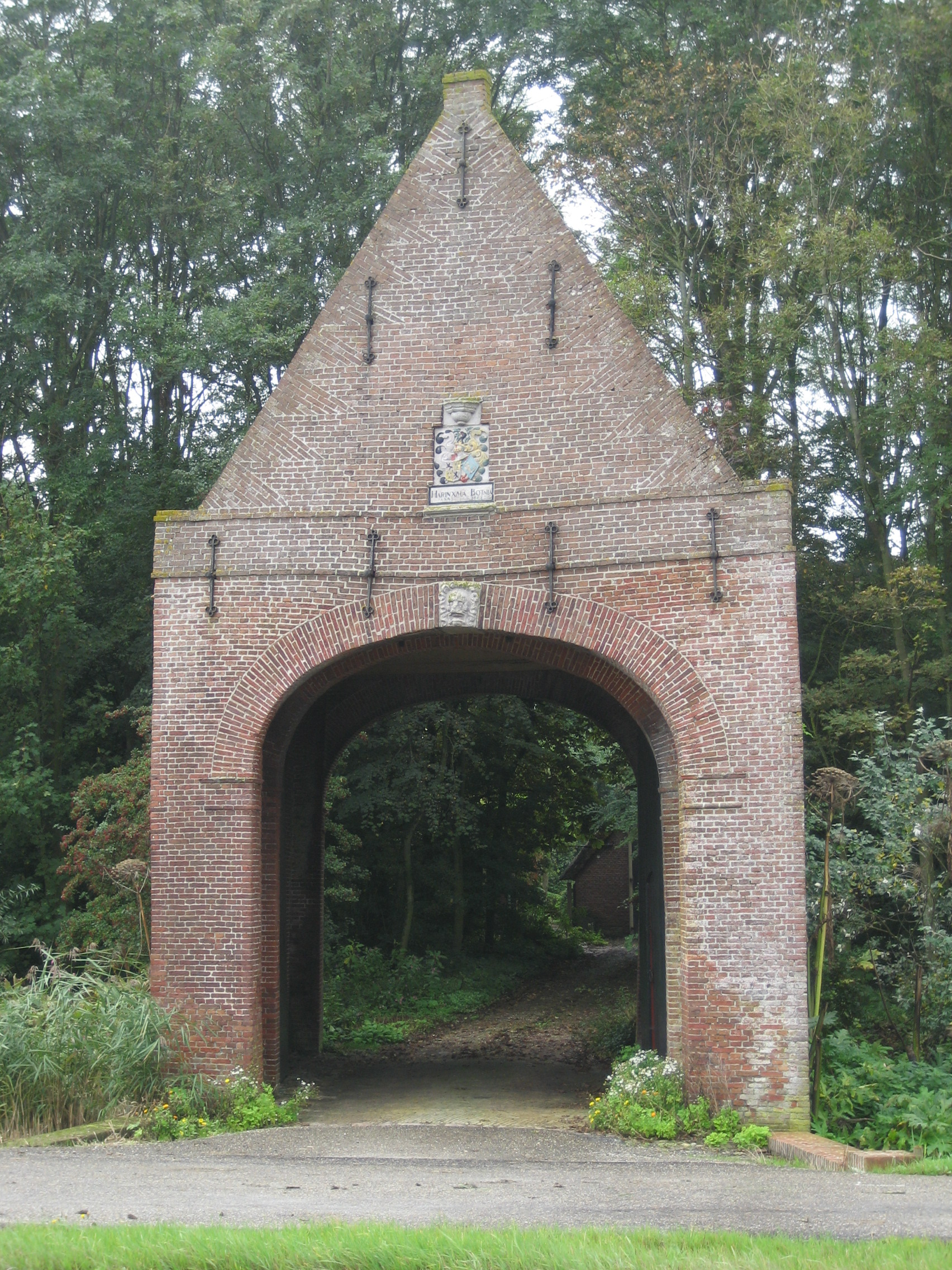
Het overgebleven poortgebouw van de Siuxma State in Waaxens.
Het wapen van Westdongeradeel.

## Zie ook

Vlag van Waaxens